# Русский военный корабль, иди на хуй
«Русский военный корабль, иди на хуй!» — интернет-мем, фраза, произнесённая 24 февраля 2022 года украинским пограничником в ответ на предложение российского военного корабля сдаться. Событие произошло во время атаки на остров Змеиный в ходе вторжения России на Украину, «русским военным кораблём» — участником события был флагман российского Черноморского флота ракетный крейсер «Москва», а автором фразы — украинский пограничник Роман Валентинович Грибов.
Фраза стала активно использоваться в различных сферах: СМИ, культуре, искусстве, на массовых акциях; а также широко применяться официальными лицами, артистами и политиками.
Роман Грибов, после обмена пленных, был награждён. Крейсер «Москва» 14 апреля 2022 года затонул (по утверждению Министерства обороны РФ — в результате взрыва боеприпасов и при последующей буксировке корабля в порт. По заявлению украинской стороны и мнению экспертов — в результате осуществлённого 13 апреля 2022 года удара Военно-морских сил Украины ракетным комплексом «Нептун»). Сам остров Змеиный 30 июня 2022 года был возвращён под контроль Украины.

## История
Согласно Русской службе Би-би-си, предложение было следующим: «Остров Змеиный. Я — русский военный корабль. Во избежание кровопролития предлагаю сложить оружие и сдаться. В противном случае по вам будет нанесён удар. Как слышите, Змеиный? Приём».
28 февраля ВМС Украины объявили, что украинские военные с острова Змеиный живы и, по их словам, находятся в российском плену. Дополнительной официальной информации о том, будет ли им всё-таки вручено звание Герой Украины или нет, а также будут ли им награждены только пограничники или все защитники острова, после этого не появлялось.

27 марта в интервью российским журналистам портала «Meduza», изданий «КоммерсантЪ» и «Новая газета», а также телеканала «Дождь» и YouTube-канала «Зыгарь» президент Украины Владимир Зеленский на просьбу уточнить историю про русский военный корабль и рассказать, что там на самом деле произошло, сообщил: 
Часть погибла. Часть была взята в плен… Всё. Те кто были взяты в плен, их поменяли — произошёл обмен на военных Российской Федерации. Россия вышла с этим предложением. Мы, не задумываясь, их обменяли. Вот и все. Те, кто погибли, пали смертью… погибли… они, собственно говоря, герои, для нас. А те, кто выжили — ребята, мы обменяли, и всё. Мы два сделали обмена.
Всего было обменяно 19 военных с острова Змеиный (а не 13, как было указано изначально), среди них — Грибов, которому приписывается фраза про русский корабль.

## Восприятие в обществе
Русская служба Би-би-си отметила, что «произнесённую украинскими пограничниками нецензурную фразу некоторые пользователи вешают на аватар в соцсетях».
Американская газета Navy Times написала, что в социальных сетях украинцы восприняли эту фразу как призыв к сплочению, и её подхватили сторонники Украины по всему миру. В свою очередь новостной журнал The Week сравнил эту фразу с «Помни Аламо», фразой, которую использовали защитники миссии Техаса в XIX веке.
Российский историк культуры Евгений Ермолин провёл параллель между ответом украинских пограничников на предложение сдаться и письмом запорожцев турецкому султану.

## Использование
Фраза активно используется на стендах и рекламных щитах по всей Украине, а также в городах Литвы (Вильнюс, Каунас, Клайпеда), как сообщает радио «Свобода», в качестве «патриотического и пропагандистского сообщения».

### Почтовая марка
Генеральный директор «Укрпочты» объявил конкурс на лучший проект почтовой марки. Общественность на голосование было предложено 50 вариантов и победителем стал вариант с кораблём. «Укрпочта» выпустила почтовые марки изготовленные по данному варианту в марте. Автором фразы Романом Грибовым и гендиректором «Укрпочты» Игорем Смилянским на Киевском главпочтамте были подписаны первые спецконверты с данными почтовыми марками.
По состоянию на середину апреля было выпущено 700 тыс. марок, из которых 200 тыс. зарезервированы для контролируемых Россией украинских территорий, включая Крым. Два листа марок вместе с футболкой были переданы премьер-министру Великобритании Борису Джонсону в благодарность за оказываемую Великобританией поддержку Украины.
В феврале 2023 г. Русский военный корабль был выбран самой лучшей военной маркой, набрав 198 тыс. голосов и обойдя почтовый блок «Вільні. Незламні. Непереможні» (123 тыс.) и марку «Доброго вечора, ми з України».

### Музыка, поэзия
Практически сразу откликнулось киевское театральное сообщество «DSP», записав театрализованную версию «Пяти слов».

### Торговая марка
17 марта 2022 года в журнале World Trademark Review (WTR) сообщили, что адвокаты Грибова через его семью и украинских военных подали заявку на регистрацию товарного знака в ЕС для слогана как на кириллице, так и на английском языке. Юристы пояснили WTR, что причиной подачи заявки является необходимость защиты от аналогичных заявок компаний по производству одежды из США и Литвы, которые также пытались зарегистрировать за собой этот слоган как торговую марку.

### В мире
- Уличные протестующие с плакатами идут по Хельсинки после вторжения России на Украину в 2022 году. Надписи «Путлер капут», «Российский военный корабль, иди на хуй», «Поддержи Украину»…
- Демонстрация в Маастрихте (Нидерланды) против войны на Украине (26 февраля 2022 года)
- Акция протеста в Познани (Польша) против военного вмешательства Российской Федерации в суверенную Украину активно использовало знаменитую фразу (26 февраля 2022 года)
- Антивоенный митинг в Брно (Чехия). Лозунг на русском языке (27 февраля 2022 года)
- Протест против российского вторжения в Украину на площади Ха-Бима в Тель-Авиве
- Митинг в поддержку Украины в Колумбусе (штат Огайо, США) с использованием популярной фразы (26 февраля 2022 года)
- Фраза-мем на плакате, Лондон (Великобритания)
- Надпись в Каунасе (Литва)
- Надпись в Киеве на гараже

### Комментарии
1. ↑  Иногда встречается в слитном написании — «нахуй» вместо «на хуй». В связи с цензурой новостных сообщений мат также могут заменять точками («Русский военный корабль, иди на...») или звёздочками («Русский корабль, иди ***** [к черту]»).